# لئوناردو خوزه آپارسیدو مورا
لئوناردو خوزه آپارسیدو مورا (به پرتغالی: Leonardo José Aparecido Moura) مدافع اهل برزیل است که در شهر کورولوس و در تاریخ ۹ مارس ۱۹۸۶ به دنیا آمده‌است.
لئوناردو خوزه آپارسیدو مورا در تیم‌های فوتبال سانتوس سابقهٔ حضور دارد.